# Pegomya betae
La mosca de la remolatxa (Pegomya betae) és una espècie de dípter braquícer de la família Anthomyiidae, que diposita els seus ous sobre les fulles de Beta vulgaris (remolatxes i bledes) i les seves larves viuen i s'alimenten a l'interior de les fulles, especialment en les fulles joves, on fan galeries i es desenvolupen una mena de butllofes. És una plaga molt comuna.

## Descripció

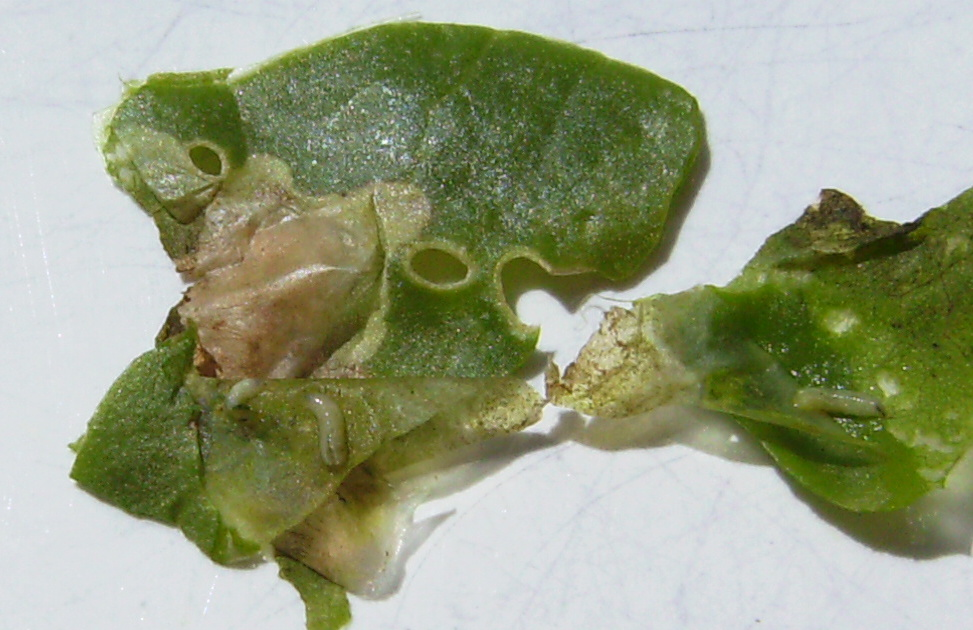
Fulla de bleda esquinçada amb erugues de P. betae

L'adult és una mosca grisenca la larva de la qual arriba a fer de 6 a 8 mm i viu entre les dues epidermis de la fulla. Els adults apareixen a la primavera, romanent inactius els dies de pluja i fred; les femelles ponen els ous a mitjans de maig i perquè els ous es descloguin es necessita una humitat relativa atmosfèrica molt alta. Al final del seu desenvolupament les larves surten de la fulla i es deixen caure a terra on fan la pupa. Poden tenir diverses generacions en un any.

## Control
Els danys no són tan grans en les fulles velles. Els plaguicides no són efectius perquè les larves estan protegides dins les fulles. Per evitar la propagació es poden treure les fulles atacades. També es poden disposar plaques de color groc amb un adhesiu per capturar els adults.